# Get Up Tour
Get Up Tour  è il tour mondiale a supporto dell' album Get Up pubblicato il 2 ottobre 2015 dal cantante rock canadese Bryan Adams.
Il 31 dicembre 2015, si è esibito presso il Central Hall Westminster a Londra, data zero prima delle date ufficiali del tour, per il concerto Bryan Adams Rocks Big Ben Live on New Year’s Eve, trasmesso in diretta televisiva dalla BBC. Il concerto è stato visto da oltre 12 milioni di telespettatori in Gran Bretagna.
La prima parte del Get Up World Tour  è stata caratterizzata da date ripartite tra Europa, Nord America e Oceania nel 2016. Nel 2017 il tour ha toccato Nord America, per spostarsi nuovamente in Europa, Asia, America meridionale e Africa con 181 concerti complessivi in 41 stati. In totale, per questo tour, sono stati venduti 1,057,804 biglietti, per un incasso di 65,100,000 $.
La scenografia è curata da Willie Williams.

## Tappe del Get Up Tour
- Europe/UK Get Up Tour (2016)/(2017)
- Australia Get Up Tour (2016)
- North American (U.S.A/Canada) Get Up Tour (2016)/(2017)
- Asian Get Up Tour (2017)
- Middle East Get Up Tour (2017)
- South American Get Up Tour (2017)
- Mexico (2017)
- South Africa Get Up Tour (2017)

### Get Up Tour (2016 / 2017)
| Numero | Data       | Luogo                                                      | Bandiera                                   | Nazione               |
| ------ | ---------- | ---------------------------------------------------------- | ------------------------------------------ | --------------------- |
| 1      | 24/01/2016 | Palacio de Deportes, Granada                               | Spagna (bandiera)                          | Spagna                |
| 2      | 25/01/2016 | MEO Arena, Lisbona                                         | Portogallo (bandiera)                      | Portogallo            |
| 3      | 26/01/2015 | Multiusos de Gondomar, Gondomar                            | Portogallo (bandiera)                      | Portogallo            |
| 4      | 28/01/2016 | Palacio Vistalegre, Madrid                                 | Spagna (bandiera)                          | Spagna                |
| 5      | 29/01/2016 | BEC, Bilbao                                                | Spagna (bandiera)                          | Spagna                |
| 6      | 30/01/2016 | Palau Sant Jordi, Barcellona                               | Spagna (bandiera)                          | Spagna                |
| 7      | 11/02/2016 | Beacon Theatre, New York,NY                                | Stati Uniti (bandiera)                     | Stati Uniti d'America |
| 8      | 13/02/2016 | Orpheum Theatre, Boston,MA                                 | Stati Uniti (bandiera)                     | Stati Uniti d'America |
| 9      | 14/02/2016 | Turning Stone Event Center, Verona,NY                      | Stati Uniti (bandiera)                     | Stati Uniti d'America |
| 10     | 15/02/2016 | The Fillmore Philadelphia, Philadelphia,PA                 | Stati Uniti (bandiera)                     | Stati Uniti d'America |
| 11     | 17/02/2016 | DAR Constitution Hall, Washington,DC                       | Stati Uniti (bandiera)                     | Stati Uniti d'America |
| 12     | 19/02/2016 | Coachman Park, Clearwater,FL                               | Stati Uniti (bandiera)                     | Stati Uniti d'America |
| 13     | 20/02/2016 | The Fillmore Miami, Miami,FL                               | Stati Uniti (bandiera)                     | Stati Uniti d'America |
| 14     | 12/03/2016 | Bimbadgen Winery, Hunter Valley                            | Australia (bandiera)                       | Australia             |
| 15     | 13/03/2016 | Sirromet Winery - Mount Cotton, Brisbane                   | Australia (bandiera)                       | Australia             |
| 16     | 16/03/2016 | Allphones Arena, Sydney                                    | Australia (bandiera)                       | Australia             |
| 17     | 18/03/2016 | Rod Laver Arena, Melbourne                                 | Australia (bandiera)                       | Australia             |
| 18     | 19/03/2016 | Leconfield Wines - McLaren Vale, Adelaide                  | Australia (bandiera)                       | Australia             |
| 19     | 21/03/2016 | Kings Park, West Perth                                     | Australia (bandiera)                       | Australia             |
| 20     | 8/04/2016  | Woods Pavilion, Houston,TX                                 | Stati Uniti (bandiera)                     | Stati Uniti d'America |
| 21     | 9/04/2016  | Verizon Theater, Dallas,TX                                 | Stati Uniti (bandiera)                     | Stati Uniti d'America |
| 22     | 10/04/2016 | Cedar Park Center, Austin,TX                               | Stati Uniti (bandiera)                     | Stati Uniti d'America |
| 23     | 11/04/2016 | Hard Rock Hotel & Casino, Tulsa,OK                         | Stati Uniti (bandiera)                     | Stati Uniti d'America |
| 24     | 12/04/2016 | Majestic & Empire Theatres, San Antonio,TX                 | Stati Uniti (bandiera)                     | Stati Uniti d'America |
| 25     | 15/04/2016 | Ascend Amphitheater, Nashville,TN                          | Stati Uniti (bandiera)                     | Stati Uniti d'America |
| 26     | 16/04/2016 | Verizon Wireless Amphitheater, Atlanta,GA                  | Stati Uniti (bandiera)                     | Stati Uniti d'America |
| 27     | 28/04/2016 | Capital FM Arena, Nottingham                               | Regno Unito (bandiera)                     | Regno Unito           |
| 28     | 29/04/2016 | BIC, Bournemouth                                           | Regno Unito (bandiera)                     | Regno Unito           |
| 29     | 30/04/2016 | Genting Arena, Birmingham                                  | Regno Unito (bandiera)                     | Regno Unito           |
| 30     | 1/05/2016  | Motorpoint Arena, Cardiff                                  | Regno Unito (bandiera)                     | Regno Unito           |
| 31     | 5/05/2016  | The SSE Hydro Arena, Glasgow                               | Scozia (bandiera) · Regno Unito (bandiera) | Regno Unito           |
| 32     | 6/05/2016  | Manchester Arena, Manchester                               | Regno Unito (bandiera)                     | Regno Unito           |
| 33     | 7/05/2016  | The 02, Londra                                             | Regno Unito (bandiera)                     | Regno Unito           |
| 34     | 10/05/2016 | 3Arena, Dublino                                            | Irlanda (bandiera)                         | Irlanda               |
| 35     | 11/05/2016 | The SSE Arena, Belfast                                     | Regno Unito (bandiera)                     | Irlanda del Nord      |
| 36     | 13/05/2016 | Metro Radio Arena, Newcastle                               | Regno Unito (bandiera)                     | Regno Unito           |
| 37     | 14/05/2016 | Sheffield Arena, Sheffield                                 | Regno Unito (bandiera)                     | Regno Unito           |
| 38     | 15/05/2016 | Echo Arena, Liverpool                                      | Regno Unito (bandiera)                     | Regno Unito           |
| 39     | 24/05/2016 | Ziggo Dome, Amsterdam                                      | Paesi Bassi (bandiera)                     | Paesi Bassi           |
| 40     | 25/05/2016 | Sports Palais, Anversa                                     | Belgio (bandiera)                          | Belgio                |
| 41     | 27/05/2016 | Koenig-Pilsner Arena, Oberhausen                           | Germania (bandiera)                        | Germania              |
| 42     | 28/05/2016 | Barclaycard Arena, Amburgo                                 | Germania (bandiera)                        | Germania              |
| 43     | 29/05/2016 | Mercedes Benz Arena, Berlino                               | Germania (bandiera)                        | Germania              |
| 44     | 31/05/2016 | Stadhalle, Vienna                                          | Austria (bandiera)                         | Austria               |
| 45     | 1/06/2016  | Olympiahalle, Monaco                                       | Germania (bandiera)                        | Germania              |
| 46     | 2/06/2016  | Hallenstadion, Zurigo                                      | Svizzera (bandiera)                        | Svizzera              |
| 47     | 3/06/2016  | Festhalle, Francoforte                                     | Germania (bandiera)                        | Germania              |
| 48     | 2/07/2016  | The Chelsea at the Cosmopolitan of Las Vegas, Las Vegas,NV | Stati Uniti (bandiera)                     | Stati Uniti d'America |
| 49     | 3/07/2016  | The Chelsea at the Cosmopolitan of Las Vegas, Las Vegas,NV | Stati Uniti (bandiera)                     | Stati Uniti d'America |
| 50     | 4/07/2016  | Center for Performing Arts Plaza, San Jose,CA              | Stati Uniti (bandiera)                     | Stati Uniti d'America |
| 51     | 6/07/2016  | Greek Theatre, Los Angeles,CA                              | Stati Uniti (bandiera)                     | Stati Uniti d'America |
| 52     | 7/07/2016  | Harrah's Resort Southern California, Valley Center,Ca      | Stati Uniti (bandiera)                     | Stati Uniti d'America |
| 53     | 8/07/2016  | Irvine Meadows Amphitheatre, Irvine,CA                     | Stati Uniti (bandiera)                     | Stati Uniti d'America |
| 54     | 9/07/2016  | Concord Pavilion, Concord,CA                               | Stati Uniti (bandiera)                     | Stati Uniti d'America |
| 55     | 22/07/2016 | Horseshoe Casino, Cincinnati,OH                            | Stati Uniti (bandiera)                     | Stati Uniti d'America |
| 56     | 23/07/2016 | Meadow Brook Theatre, Detroit,MI                           | Stati Uniti (bandiera)                     | Stati Uniti d'America |
| 57     | 24/07/2016 | Rose Music Center, Huber Heights,OH                        | Stati Uniti (bandiera)                     | Stati Uniti d'America |
| 58     | 26/07/2016 | Molson Canadian Amphitheatre, Toronto,ON                   | Canada (bandiera)                          | Canada                |
| 59     | 27/07/2016 | Videotron Centre, Québec,QC                                | Canada (bandiera)                          | Canada                |
| 60     | 28/07/2016 | Darling’s Waterfront Pavilion, Bangor,ME                   | Stati Uniti (bandiera)                     | Stati Uniti d'America |
| 61     | 4/08/2016  | Sandown Park Racecourse, Esher                             | Regno Unito (bandiera)                     | Regno Unito           |
| 62     | 5/08/2016  | The Embankment, Peterborough                               | Regno Unito (bandiera)                     | Regno Unito           |
| 63     | 6/08/2016  | Lytham Festival, Lancashire                                | Regno Unito (bandiera)                     | Regno Unito           |
| 64     | 7/08/2016  | Montrose Music Festival, Montrose                          | Scozia (bandiera) · Regno Unito (bandiera) | Regno Unito           |
| 65     | 8/08/2016  | Scarborough Open Air Theatre, Scarborough                  | Regno Unito (bandiera)                     | Regno Unito           |
| 66     | 11/08/2016 | Betley Court Farm, Betley Village, Stoke-on-Trent          | Regno Unito (bandiera)                     | Regno Unito           |
| 67     | 12/08/2016 | Riverside Ground, Chester-le-Street                        | Regno Unito (bandiera)                     | Regno Unito           |
| 68     | 13/08/2016 | Spitfire Ground Canterbury, City of Canterbury             | Regno Unito (bandiera)                     | Regno Unito           |
| 69     | 14/08/2016 | Brighton Centre, Brighton                                  | Regno Unito (bandiera)                     | Regno Unito           |
| 70     | 7/09/2016  | The Amphitheater at Coney Island, Brooklyn, NY             | Stati Uniti (bandiera)                     | Stati Uniti d'America |
| 71     | 9/09/2016  | Filene Center at Wolftrap, Vienna                          | Stati Uniti (bandiera)                     | Stati Uniti d'America |
| 72     | 10/09/2016 | Mohegan Sun Arena, Uncasville,CT                           | Stati Uniti (bandiera)                     | Stati Uniti d'America |
| 73     | 11/09/2016 | Saratoga Performing Arts Center, Saratoga Springs,NY       | Stati Uniti (bandiera)                     | Stati Uniti d'America |
| 74     | 13/09/2016 | Covelli Center, Youngstown,OH                              | Stati Uniti (bandiera)                     | Stati Uniti d'America |
| 75     | 14/09/2016 | FirstMerit Bank Event Park, Saginaw,MI                     | Stati Uniti (bandiera)                     | Stati Uniti d'America |
| 76     | 15/09/2016 | FirstMerit Bank Pavilion, Chicago,IL                       | Stati Uniti (bandiera)                     | Stati Uniti d'America |
| 77     | 16/09/2016 | Starlight Theatre, Kansas City,MO                          | Stati Uniti (bandiera)                     | Stati Uniti d'America |
| 78     | 17/09/2016 | Hollywood Casino Amphitheater, Saint Louis,MO              | Stati Uniti (bandiera)                     | Stati Uniti d'America |
| 79     | 18/09/2016 | Us Cellular Center, Cedar Rapids,IA                        | Stati Uniti (bandiera)                     | Stati Uniti d'America |
| 80     | 1/10/2016  | Rockhal, Esch-sur-Alzette                                  | Lussemburgo (bandiera)                     | Lussemburgo           |
| 81     | 2/10/2016  | Zénith Paris - La Villette, Parigi                         | Francia (bandiera)                         | Francia               |
| 82     | 4/10/2016  | Nuremberg Arena, Norimberga                                | Germania (bandiera)                        | Germania              |
| 83     | 5/10/2016  | O2 Arena, Praga                                            | Rep. Ceca (bandiera)                       | Repubblica Ceca       |
| 84     | 6/10/2016  | Atlas Arena, Łódź                                          | Polonia (bandiera)                         | Polonia               |
| 85     | 8/10/2016  | Steel Aréna, Košice                                        | Slovacchia (bandiera)                      | Slovacchia            |
| 86     | 9/10/2016  | BudapestAréna, Budapest                                    | Ungheria (bandiera)                        | Ungheria              |
| 87     | 11/10/2016 | Arena Armeec, Sofia                                        | Bulgaria (bandiera)                        | Bulgaria              |
| 88     | 17/11/2016 | South Okanagan Events Centre, Penticton                    | Canada (bandiera)                          | Canada                |
| 89     | 18/11/2016 | Sandman Centre, Kamloops                                   | Canada (bandiera)                          | Canada                |
| 90     | 19/11/2016 | CN Centre, Prince George                                   | Canada (bandiera)                          | Canada                |
| 91     | 20/11/2016 | Revolution Place, Grande Prairie                           | Canada (bandiera)                          | Canada                |
| 92     | 22/11/2016 | Enmax Centrium at Western Park, Red Deer                   | Canada (bandiera)                          | Canada                |
| 93     | 23/11/2016 | Canalta Centre, Medicine Hat                               | Canada (bandiera)                          | Canada                |
| 94     | 24/11/2016 | The Keystone Centre, Brandon                               | Canada (bandiera)                          | Canada                |
| 95     | 25/11/2016 | 4 Bears Casino, New Town,ND                                | Stati Uniti (bandiera)                     | Stati Uniti d'America |
| 96     | 26/11/2016 | Amsoil Arena, Duluth,MN                                    | Stati Uniti (bandiera)                     | Stati Uniti d'America |
| 97     | 14/01/2017 | AsiaWorld Expo Hall, Hong Kong                             | Hong Kong (bandiera)                       | Hong Kong             |
| 98     | 16/01/2017 | Ritz Carlton Pasific Place, Giacarta                       | Indonesia (bandiera)                       | Indonesia             |
| 99     | 18/01/2017 | Araneta Coliseum, Manila                                   | Filippine (bandiera)                       | Filippine             |
| 100    | 20/01/2017 | Suntec Singapore Convention, Singapore                     | Singapore (bandiera)                       | Singapore             |
| 101    | 21/01/2017 | Malawati IndoorStadium, Kuala Lumpur                       | Malaysia (bandiera)                        | Malaysia              |
| 102    | 23/01/2017 | Osaka Chuo Gymnasium, Osaka                                | Giappone (bandiera)                        | Giappone              |
| 103    | 24/01/2017 | Nippon Budokan, Tokyo                                      | Giappone (bandiera)                        | Giappone              |
| 104    | 4/02/2017  | Messe, Erfurt                                              | Germania (bandiera)                        | Germania              |
| 105    | 5/02/2017  | TUI Arena, Hannover                                        | Germania (bandiera)                        | Germania              |
| 106    | 7/02/2017  | Ceres Arena, Aarhus                                        | Danimarca (bandiera)                       | Danimarca             |
| 107    | 8/02/2017  | Forum, Copenaghen                                          | Danimarca (bandiera)                       | Danimarca             |
| 108    | 9/02/2017  | Spektrum, Oslo                                             | Norvegia (bandiera)                        | Norvegia              |
| 109    | 10/02/2017 | Sparebanken Møre Arena, Ålesund                            | Norvegia (bandiera)                        | Norvegia              |
| 110    | 11/02/2017 | Sparebanken Møre Arena, Ålesund                            | Norvegia (bandiera)                        | Norvegia              |
| 111    | 9/03/2017  | Autism Rocks Arena, Dubai                                  | Emirati Arabi Uniti (bandiera)             | Emirati Arabi Uniti   |
| 112    | 11/03/2017 | Biel, Beirut                                               | Libano (bandiera)                          | Libano                |
| 113    | 13/03/2017 | International Circuit, Manama                              | Bahrein (bandiera)                         | Bahrein               |
| 114    | 15/03/2017 | Grand Hyatt Hotel, Doha                                    | Qatar (bandiera)                           | Qatar                 |
| 115    | 17/04/2017 | Movistar Arena, Santiago del Cile                          | Cile (bandiera)                            | Cile                  |
| 116    | 19/04/2017 | Jockey Club, Lima                                          | Perù (bandiera)                            | Perù                  |
| 117    | 21/04/2017 | Teatro Gran Rex, Buenos Aires                              | Argentina (bandiera)                       | Argentina             |
| 118    | 22/04/2017 | Teatro Gran Rex, Buenos Aires                              | Argentina (bandiera)                       | Argentina             |
| 119    | 23/04/2017 | Orfeo Superdomo, Córdoba                                   | Argentina (bandiera)                       | Argentina             |
| 120    | 25/04/2017 | Teatro Gran Rex, Buenos Aires                              | Argentina (bandiera)                       | Argentina             |
| 121    | 27/04/2017 | Metropolitan, Rio de Janeiro                               | Brasile (bandiera)                         | Brasile               |
| 122    | 28/04/2017 | Citibank Hall, San Paolo                                   | Brasile (bandiera)                         | Brasile               |
| 123    | 29/04/2017 | Citibank Hall, San Paolo                                   | Brasile (bandiera)                         | Brasile               |
| 124    | 30/04/2017 | Citibank Hall, San Paolo                                   | Brasile (bandiera)                         | Brasile               |
| 125    | 20/05/2017 | Greek Theatre, Los Angeles                                 | Stati Uniti (bandiera)                     | Stati Uniti d'America |
| 126    | 21/05/2017 | Vina Robles Amphitheatre, Paso Robles                      | Stati Uniti (bandiera)                     | Stati Uniti d'America |
| 127    | 22/05/2017 | Cal Coast Credit Union Amphitheater, San Diego             | Stati Uniti (bandiera)                     | Stati Uniti d'America |
| 128    | 27/05/2017 | Mosaic Stadium, Regina                                     | Canada (bandiera)                          | Canada                |
| 129    | 9/06/2017  | Portsmouth Pavilion, Portsmouth                            | Stati Uniti (bandiera)                     | Stati Uniti d'America |
| 130    | 10/06/2017 | Mann Center, Filadelfia                                    | Stati Uniti (bandiera)                     | Stati Uniti d'America |
| 131    | 11/06/2017 | Pier Six Pavilion, Baltimora                               | Stati Uniti (bandiera)                     | Stati Uniti d'America |
| 132    | 14/06/2017 | Blue Hills Bank Pavilion, Boston                           | Stati Uniti (bandiera)                     | Stati Uniti d'America |
| 133    | 15/06/2017 | Mohegan Sun Arena, Montville                               | Stati Uniti (bandiera)                     | Stati Uniti d'America |
| 134    | 16/06/2017 | PNC Bank Arts Center, Monmouth                             | Stati Uniti (bandiera)                     | Stati Uniti d'America |
| 135    | 17/06/2017 | Bank of New Hampshire, Gilford                             | Stati Uniti (bandiera)                     | Stati Uniti d'America |
| 136    | 22/07/2017 | Les Grandes Fêtes Telu, Rimouski                           | Canada (bandiera)                          | Canada                |
| 137    | 23/06/2017 | Freilichtbuehne, Schwarzenberg/Erzgebirge                  | Germania (bandiera)                        | Germania              |
| 138    | 25/06/2017 | Wiley Park, Nuova Ulma                                     | Germania (bandiera)                        | Germania              |
| 139    | 28/06/2017 | Nibe Festival, Nibe                                        | Danimarca (bandiera)                       | Danimarca             |
| 140    | 29/06/2017 | Kulturværften, Helsingør                                   | Danimarca (bandiera)                       | Danimarca             |
| 141    | 6/07/2017  | The Eden Project, Cornovaglia                              | Regno Unito (bandiera)                     | Regno Unito           |
| 142    | 7/07/2017  | The Ageas Bowl, Southampton                                | Regno Unito (bandiera)                     | Regno Unito           |
| 143    | 8/07/2017  | Cornbury Park, Oxford                                      | Regno Unito (bandiera)                     | Regno Unito           |
| 144    | 9/07/2017  | Eirias Stadium, Colwyn Bay                                 | Regno Unito (bandiera)                     | Regno Unito           |
| 145    | 11/07/2017 | The Marquee, Cork                                          | Irlanda (bandiera)                         | Irlanda               |
| 146    | 13/07/2017 | Powderham Castle, Exeter                                   | Regno Unito (bandiera)                     | Regno Unito           |
| 147    | 14/07/2017 | Sixways Stadium, Worcester                                 | Regno Unito (bandiera)                     | Regno Unito           |
| 148    | 15/07/2017 | Bitts Park, Carlisle                                       | Regno Unito (bandiera)                     | Regno Unito           |
| 149    | 16/07/2017 | Bught Park, Inverness                                      | Regno Unito (bandiera)                     | Regno Unito           |
| 150    | 4/08/2017  | Residenzplatz, Würzburg                                    | Germania (bandiera)                        | Germania              |
| 151    | 5/08/2017  | Messe, Offenburg                                           | Germania (bandiera)                        | Germania              |
| 152    | 6/08/2017  | SparkassenPark, Mönchengladbach                            | Germania (bandiera)                        | Germania              |
| 153    | 8/08/2017  | Heitere festival, Zofingen                                 | Svizzera (bandiera)                        | Svizzera              |
| 154    | 9/08/2017  | Stars in Town, Sciaffusa                                   | Svizzera (bandiera)                        | Svizzera              |
| 155    | 11/08/2017 | FestivalPark, Middelkerke                                  | Belgio (bandiera)                          | Belgio                |
| 156    | 12/08/2017 | Strijp-S, Eindhoven                                        | Paesi Bassi (bandiera)                     | Paesi Bassi           |
| 157    | 12/09/2017 | Financial Centre, Sugar Land                               | Stati Uniti (bandiera)                     | Stati Uniti d'America |
| 158    | 13/09/2017 | Whitewater Amphitheater, New Braunfels                     | Stati Uniti (bandiera)                     | Stati Uniti d'America |
| 159    | 14/09/2017 | Hard Rock Hotel, Tulsa                                     | Stati Uniti (bandiera)                     | Stati Uniti d'America |
| 160    | 15/09/2017 | Choctaw Grand Theater, Durant                              | Stati Uniti (bandiera)                     | Stati Uniti d'America |
| 161    | 30/09/2017 | Air Canada Centre, Toronto                                 | Canada (bandiera)                          | Canada                |
| 162    | 14/10/2017 | Auditorio Pabellón, Monterrey                              | Messico (bandiera)                         | Messico               |
| 163    | 15/10/2017 | Auditorio Telmex, Guadalajara                              | Messico (bandiera)                         | Messico               |
| 164    | 16/10/2017 | Acrópolis Puebla, Puebla                                   | Messico (bandiera)                         | Messico               |
| 165    | 18/10/2017 | Palacio de los Deportes, Città del Messico                 | Messico (bandiera)                         | Messico               |
| 166    | 9/11/2017  | Arena Zagreb, Zagabria                                     | Croazia (bandiera)                         | Croazia               |
| 167    | 10/11/2017 | Kioene Arena, Padova                                       | Italia (bandiera)                          | Italia                |
| 168    | 11/11/2017 | Mediolanum Forum, Assago                                   | Italia (bandiera)                          | Italia                |
| 169    | 12/11/2017 | PalaAlpitour, Torino                                       | Italia (bandiera)                          | Italia                |
| 170    | 14/11/2017 | PalaLottomatica, Roma                                      | Italia (bandiera)                          | Italia                |
| 171    | 15/11/2017 | 105 Stadium, Rimini                                        | Italia (bandiera)                          | Italia                |
| 172    | 16/11/2017 | Palasport, Bolzano                                         | Italia (bandiera)                          | Italia                |
| 173    | 18/11/2017 | Stadthalle, Graz                                           | Austria (bandiera)                         | Austria               |
| 174    | 18/11/2017 | DRFG Areně, Brno                                           | Rep. Ceca (bandiera)                       | Repubblica Ceca       |
| 175    | 4/12/2017  | Yad-Eliyahu Arena, Tel Aviv                                | Israele (bandiera)                         | Israele               |
| 176    | 5/12/2017  | Yad-Eliyahu Arena, Tel Aviv                                | Israele (bandiera)                         | Israele               |
| 177    | 6/12/2017  | Pais Arena, Gerusalemme                                    | Israele (bandiera)                         | Israele               |
| 178    | 9/12/2017  | Ticketpro Dome, Johannesburg                               | Sudafrica (bandiera)                       | Sudafrica             |
| 179    | 10/12/2017 | Sun Arena, Pretoria                                        | Sudafrica (bandiera)                       | Sudafrica             |
| 180    | 12/12/2017 | Durban ICC, Durban                                         | Sudafrica (bandiera)                       | Sudafrica             |
| 181    | 14/12/2017 | Grand Arena, Città del Capo                                | Sudafrica (bandiera)                       | Sudafrica             |

## Concerti Annullati
- MS Coast Coliseum, Biloxi, Stati Uniti d'America[32][33]
- Auditório Araújo Vianna, Porto Alegre, Brasile[34]
- Central Florida Fairgrounds, Orlando, Stati Uniti d'America(Data spostata a Coachman Park, Clearwater)
- Coachman Park, Clearwater, Stati Uniti d'America causa Uragano Irma[35]
- Bayfront Park Amphitheater, Miami, Stati Uniti d'America causa Uragano Irma
- Daily's Place, Jacksonville, Stati Uniti d'America causa Uragano Irma
- Coliseo de Puerto Rico, San Juancausa Uragano Maria

## Statistiche
| Nazione               | Concerti effettuati |
| --------------------- | ------------------- |
| Stati Uniti d'America | 51                  |
| Regno Unito           | 27                  |
| Germania              | 13                  |
| Canada                | 12                  |
| Australia             | 6                   |
| Italia                | 6                   |
| Argentina             | 4                   |
| Brasile               | 4                   |
| Danimarca             | 4                   |
| Messico               | 4                   |
| Spagna                | 4                   |
| Sudafrica             | 4                   |
| Israele               | 3                   |
| Norvegia              | 3                   |
| Svizzera              | 3                   |
| Austria               | 2                   |
| Belgio                | 2                   |
| Giappone              | 2                   |
| Irlanda               | 2                   |
| Paesi Bassi           | 2                   |
| Portogallo            | 2                   |
| Repubblica Ceca       | 2                   |
| Bahrein               | 1                   |
| Bulgaria              | 1                   |
| Cile                  | 1                   |
| Croazia               | 1                   |
| Emirati Arabi Uniti   | 1                   |
| Francia               | 1                   |
| Hong Kong             | 1                   |
| Ungheria              | 1                   |
| Indonesia             | 1                   |
| Irlanda del Nord      | 1                   |
| Libano                | 1                   |
| Lussemburgo           | 1                   |
| Malaysia              | 1                   |
| Filippine             | 1                   |
| Perù                  | 1                   |
| Polonia               | 1                   |
| Qatar                 | 1                   |
| Singapore             | 1                   |
| Slovacchia            | 1                   |

## Scaletta tipo
Bryan Adams at O2 Arena, Londra, Regno Unito:
1. Do What Ya Gotta Do
2. Can't Stop This Thing We Started
3. Don't Even Try
4. Run to You
5. Go Down Rockin'
6. Heaven
7. Kids Wanna Rock
8. It's Only Love
9. This Time
10. You Belong To Me
11. Summer of '69
12. When You're Gone (solo acoustic)
13. (Everything I Do) I Do It for You
14. On a Day Like Today
15. If Ya Wanna Be Bad Ya Gotta Be Good
16. Here I Am
17. Somebody
18. I'll Always Be Right There
19. Please Forgive Me
20. Cuts Like a Knife
21. 18 til I Die
22. The Only Thing That Looks Good on Me Is You
23. Brand New Day
24. C'mon Everybody (Eddie Cochran cover)
25. All Shook Up(Elvis Presley cover)
26. She Knows Me (solo acoustic)
27. Straight from the Heart (solo acoustic)
28. Into the Fire (solo acoustic)
29. All for Love (solo acoustic)
30. Remember (solo acoustic)

## Canzoni eseguite
- Da Bryan Adams : Remember
- Da You Want It You Got It : Lonely Nights
- DaCuts Like a Knife : Cuts Like a Knife, This Time, Straight from the Heart
- Da Reckless : Run to You, Heaven, Kids Wanna Rock, It's Only Love, Summer of '69,Somebody
- Da Into the Fire : Heat of the Night, Into the Fire
- Da Waking Up the Neighbours : Can't Stop This Thing We Started, (Everything I Do) I Do It for You,There Will Never Be Another Tonight,Do I Have to Say the Words?, House Arrest
- Da So Far So Good : Please Forgive Me
- Da 18 til I Die : 18 til I Die, The Only Thing That Looks Good on Me Is You, I'll Always Be Right There, Let's Make a Night to Remember
- Da Unplugged : Back to You,If Ya Wanna Be Bad Ya Gotta Be Good, I'm Ready
- Da On a Day Like Today : On a Day Like Today, Cloud Number Nine, When You're Gone
- Da Spirit: Stallion of the Cimarron: Here I Am
- Da Room Service: Room Service
- Da Tracks of My Years : She Knows Me
- Da Get Up : Do What Ya Gotta Do, Don't Even Try, Go Down Rockin', You Belong To Me, Brand New Day, We Did It All
- Singoli : All for Love,  Have You Ever Really Loved a Woman?, When the Night Comes
- Cover : C'mon Everybody (Eddie Cochran), All Shook Up (Elvis Presley),  You Never Can Tell,  Radar Love

## Band di supporto
- Bryan Adams - Chitarra, Cantante
- Keith Scott - Chitarra
- Mickey Curry - Batteria
- Gary Breit - Tastiere
- Norm Fisher - Basso

### Musicisti aggiuntivi
- Mark Wilson - Basso
- Phil Thornalley - Basso
- Richard Jones (The Feeling) - Basso
- Solomon Walker - Basso